# Un muchacho y su perro (película)
A Boy and His Dog (conocida como 2024: Apocalipsis nuclear en España y ocasionalmente titulada Un chico y su perro o Un niño y su perro) es una película independiente del año 1975 perteneciente al género de ciencia ficción producida, escrita (con Alvy Moore), y dirigida por L.Q. Jones, protagonizada por Don Johnson, Susanne Benton, Alvy Moore y Jason Robards. La película fue distribuida en los EE. UU. por LQ/JAF Producciones y en el Reino Unido por Anglo-EMI Film Distributors. El guion de la película está basado en el ciclo de narraciones de fantasía del año 1969 del autor Harlan Ellison titulado Un muchacho y su perro.
Un muchacho y su perro se refiere a la historia de un adolescente (Vic) y su perro telepático (Blood), que trabajan juntos como un equipo con el fin de sobrevivir en la peligrosa tierra baldía posapocalíptica del suroeste de Estados Unidos. El 6 de agosto de 2013, Shout! Factory estrenó la película en Blu-ray.

## Argumento
Situado en una Tierra post guerra nuclear en el año 2024, el personaje principal, Vic (Don Johnson), es un muchacho de 18 años de edad, nacido y radicado en el páramo del antiguo suroeste de los Estados Unidos. Vic está más preocupado por la comida y el sexo; después de haber perdido a sus padres, ya que no tiene educación formal y no entiende la ética o la moral. Le acompaña un bien leído y misántropo perro telepático, perro llamado Blood, que le ayuda a localizar a las mujeres, a cambio de comida. Blood no puede alimentarse por sí solo, debido a la misma ingeniería genética que le concedió la telepatía. Los dos roban para ganarse la vida, evadiendo bandas de merodeadores, androides locos y mutantes. Blood y Vic tienen una relación en ocasiones antagónica —Blood molesta con frecuencia a Vic llamándolo «Albert» por razones que nunca dejaron claro—, aunque se dan cuenta de que se necesitan mutuamente. Blood desea encontrar una legendaria tierra prometida a la que llama "Over the Hill", donde se dice que existen utopías sobre la Tierra.
Realizan una búsqueda en un búnker para hallar a una mujer para que Vic pueda violarla, encuentran una, pero ya ha sido gravemente mutilada y está al borde de la muerte. Vic no muestra ninguna compasión, y no esta más que enojado por el "despilfarro" de tal acto, así como disgustado por la idea de satisfacer sus impulsos con una mujer en tal condición. Continúan su búsqueda, sólo para encontrar otro búnker con una excavación de esclavistas. Vic roba varias latas de su comida, después de usarlos para el trueque de bienes en un asentamiento cercano.
Esa noche, mientras veía películas vintage eróticas en un cine local al aire libre, Blood avisa que está oliendo a una mujer, y la pareja sigue su pista hasta un gran almacén subterráneo. Allí conocen a Quilla June Holmes (Susanne Benton), la intrigante y seductora adolescente de "Downunder", una sociedad situada en una gran bóveda subterránea, un lugar desconocido para ellos. El padre de Quilla June, Lou Craddock (Jason Robards), la había enviado sobre la tierra a reclutar habitantes de la superficie. Blood tiene un disgusto instantáneo hacia ella, pero Vic no le hace caso. Después de que Vic salva a Quilla June de asaltantes y mutantes, tienen sexo repetidas veces. Sin embargo, ella se va en secreto para volver a su sociedad subterránea. Vic, seducido por la idea de las mujeres y el sexo, la sigue pese a las advertencias de Blood. Blood permanece en el portal de la superficie.
Downunder tiene una biosfera artificial, con bosques y una ciudad subterránea, que lleva el nombre de Topeka, a pesar de las ruinas de la ciudad que tienen sobre ellos. Toda la ciudad está gobernada por un triunvirato conocido como "El Comité", que han dado forma a Topeka en una caricatura extraña de pre-guerra nuclear Americana, con todos los residentes con la cara pintada de blanco y con ropa que se remonta a la población rural de Estados Unidos antes de la Segunda Guerra Mundial. En Topeka, a Vic se le dice que ha sido elegido para ayudar a fertilizar la población femenina y está eufórico al conocer de su valor como "semental". Entonces se le dice que en Topeka cumple una necesidad de reproducción exógama por electroeyaculación y la inseminación artificial. Cualquiera que se niegue a cumplir o que desafíe al Comité se va expulsado a "la granja" y nunca se lo vuelve a ver. A Vic se le dijo que cuando su esperma sea utilizado para impregnar a 35 mujeres, este será enviado a "la granja".
Quilla June ayuda a Vic a escapar, ya que ella lo que quiere es matar a los miembros del Comité y a su ejecutor androide, Michael (Hal Baylor), para que pueda usurpar el poder. Vic no tiene ningún interés en la política ni en quedarse a vivir bajo tierra, ya que desea regresar a la tierra baldía e ir con Blood, donde se siente como en casa. La rebelión es sofocada por Michael, que aplasta las cabezas de los co-conspiradores de Quilla June antes de que Vic le pueda desactivar. Ella le dice el "amor" que siente por Vic y decide escapar a la superficie con él, al darse cuenta de que su rebelión se ha deshecho.
En la superficie, Vic y Quilla June descubren que Blood se muere de hambre y está cerca de la muerte. Ella le ruega abandonar a Blood, lo que obliga a Vic a hacer frente a sus sentimientos. Vic decide seguir sus lealtades con Blood. Esto da como resultado, que fuera de cámara, Vic sacrifica y tuesta a Quilla para que puedan comer y sobrevivir. La película termina con el chico y su perro caminando hacia el páramo juntos.

## Reparto
- Don Johnson como Vic.
- Susanne Benton como Quilla june Holmes.
- Jason Robards como Lou Craddock.
- Tiger como Blood.
  - Tim McIntire como la voz de Blood.
- Alvy Moore como el Doctor Moore.
- Helene Winston como Mez Smith.
- Charles McGraw como Predicador.
- Hal Baylor como Michael.
- Ron Feinberg como Fellini.
- Michael Rupert como Gery.
- Don Carter como Ken.
- Michael Hershman como Richard.

## Producción
Harlan Ellison, el autor de la novela original de un muchacho y su perro, comenzó el guion, pero se encontró con un bloqueo de escritor, por lo que el productor Alvy Moore y el director L.Q. Jones escribieron el guion, con Wayne Cruseturner, que quedó sin acreditar. La propia compañía de Jones, LQ/Jaf Productions (LQ Jones & Friends), produjo la película. Filmaron la película cerca del lago Coyote en el desierto seco de Mojave. El Teatro Firesign también participó en la escritura del guion.
La voz de James Cagney fue considerada para ser la voz de Blood, pero lo abandonó porque hubiera sido demasiado reconocible y llegaría a ser una distracción. Finalmente, después de pasar a través de aproximadamente seiscientas audiciones, se decidieron por Tim McIntire, un veterano actor de voz que también hizo la mayor parte de la música para la película. McIntire fue asistido por Ray Manzarek —mal escrito en los créditos de la película como Manzarec—, exintegrante de The Doors. McIntire cantó el tema principal. El compositor latinoamericano Jaime Mendoza-Nava proporcionó la música para el segmento subterráneo en Topeka.
Los rumores han abundado en los últimos años en relación con una secuela de la película, pero nunca se ha materializado. En el DVD de audiocomentario de la película, L.Q. Jones afirma que había comenzado a escribir el guion de una secuela para la película que habría partido justo donde la primera película terminó y presentó una guerrera femenina llamada Spike, y nos hubiera ambientado en este mundo a través de los ojos de una hembra en lugar de un macho. Jones y Ellison colaboraron en este esfuerzo de corta duración. Ellison, sin embargo, ha negado que el desarrollo fuera más allá de una corta conversación del tipo «¿y si?», y que todos los esfuerzos eran exclusivamente los de Jones. Según Cult Movies 2, Jones estuvo planeando una secuela llamada Una muchacha y su perro, pero el plan fue desechado cuando Tiger, el perro que interpretó a Blood, murió. En una entrevista de diciembre de 2003, Jones afirmó que se ha acercado varias veces a la productora para hacer una secuela, pero la financiación es siempre un problema.

## Recepción
La adaptación de la película ganó en 1976 el Premio Hugo a la mejor presentación dramática en MidAmeriCon la 34.ª Convención Mundial de Ciencia Ficción en Kansas City, no muy lejos de la verdadera Topeka. El actor principal, Don Johnson, ganó el Scroll de Oro al mejor actor, que fue compartido con James Caan por su actuación en Rollerball. En 2007 ocupó el puesto # 96 en Rotten Tomatoes «Viaje a través de la ciencia ficción» (de las 100 películas de ciencia ficción con mejores críticas).
La película no fue un éxito comercial en el momento de su lanzamiento. Sin embargo, tiene y ha desarrollado un seguimiento de culto en los últimos años y también inspiró la serie de videojuegos de Fallout «en muchos niveles, desde las comunidades subterráneas de sobrevivientes para resplandeciente mutantes». El DVD de audiocomentario de la película, LQ Jones afirma que Harlan Ellison estuvo en general satisfecho con la película, con la excepción de algunas líneas de diálogo. Ellison en particular se opuso a la línea final de la película, en la que dijo Blood de Quilla, «Bueno, yo diría que sin duda tenía maravilloso juicio, Albert, si no sobre todo el buen gusto». Ellison se refirió a esta como una «idiota, chovinista odiosa última línea, que yo desprecio».